# Фабрициус, Василий Иванович
Васи́лий (Вильгельм) Ива́нович Фабри́циус (нем. Vilhelm Fredrik Fabricius; 1845, Выборг — 1895, Киев) — российский астроном.
Старший брат генерала И. И. Фабрициуса, младший брат композитора Э. Фабрициуса.

## Биография
Родился 2 (14) июля 1845 года в Выборге в семье Иоганна Габриэля Фабрициуса, преподавателя древних языков.
В 1870 году кандидатом окончил физико-математический факультет Гельсингфорского университета, в котором учился с 1865 года. С 1869 до лета 1871 года работал волонтёром при университетской обсерватории, помогая Адальберту Крюгеру при наблюдениях на пассажном инструменте.
С сентября 1871 года по декабрь 1873 года, придя на смену умершему ассистенту Бернарду Тилю, работал наблюдателем в Боннской обсерватории, принимая участие в наблюдениях зон Боннского обозрения; в 1873 году получил докторскую степень в Гельсингфорсском университете с диссертацией по теме наблюдений де Лакайля.
С 1874 по 1876 год состоял вычислителем в Пулковской обсерватории. В декабре 1874 года был направлен Гельсингфорсским университетом на остров Ашур-Ада в Каспийском море для наблюдений прохождения Венеры по диску Солнца.
С 3 февраля 1876 года состоял наблюдателем в обсерватории Киевского университета. Здесь он наблюдал главным образом околополярные звёзды; наблюдения напечатаны в «Анналах» Киевской обсерватории. В апреле 1894 года завершил свою деятельность в обсерватории и занимался издательством календарей.
Фабрицирус составил формулу («формулу Фабрициуса») для точного вычисления приведений к среднему месту видимых положений звёзд, близких к полюсу. Несколько теоретических работ Фабрициуса относятся к вопросу определения орбит небесных тел по трём наблюдениям. Многие его работы были опубликованы в журнале «Astronomische Nachrichten» в томах с 87 по 129.
Умер в Киеве 31 марта (12 апреля) 1895 года. Адальберт Крюгер написал некролог в 138 томе журнала «Astronomische Nachrichten».
Личное дело Фабрициуса под номером 140 хранится в Санкт-Петербургском филиале Архива Российской академии наук.

## Семья
Был женат на Варваре Крыловой. Их дочь — Ирина Васильевна Фабрициус (1882—1966) — украинский и русский археолог.